# Gara Videle
Gara Videle este o gară care deservește orașul Videle, județul Teleorman, România.

## Linii de cale ferată
- Magistrala 900
- Magistrala 903